# トロピカル号 (大阪 - 鹿児島線)

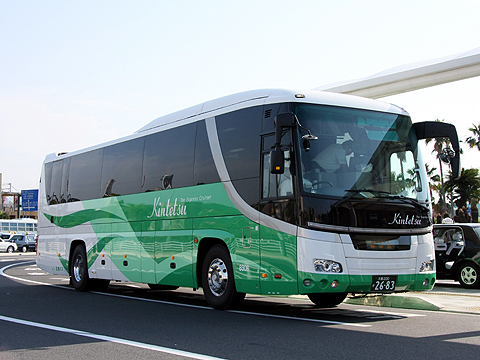
トロピカル号（近鉄バス）最末期の車両

トロピカル号（トロピカルごう）は、かつて近鉄バスが運行していた大阪市 - 鹿児島市を結ぶ夜行高速バスである。2016年9月30日の鹿児島出発便（大阪出発便は前日の29日）をもって運行休止となった。
かつては鹿児島交通（2004年南九州バスネットワークに移管）と共同運行しており、同社での呼称はトロピカルライナーであったが、南九州バスネットワークは2006年8月31日の会社解散に伴い撤退している。

## 概要
かつて大阪と鹿児島とを結ぶ夜行高速バスは阪急バス（のちに阪急観光バスに移管）・南国交通陣営の「さつま号」とのダブルトラックによる競合となっており、さらに本路線開設当時は、南海バス・林田バス陣営の堺・なんば - 鹿児島線「サザンクロス号」とのトリプルトラックによる競合となっていたが、1994年に本路線に統合された。その後、2012年9月末をもって「さつま号」は運行休止（翌年に正式廃止）となり、さらに本路線の運行休止に伴い、両都市間はもとより鹿児島と本州方面とを結ぶ夜行高速バスは全て消滅することとなり、運行開始から27年6ヶ月の歴史に幕を下ろした。
航空路線（特に格安航空会社の路線）や旧高速ツアーバスとの競合に加え、2011年に九州新幹線が全線開業し山陽新幹線新大阪駅への直通運転を開始したこと（新大阪から始発の新幹線に乗れば鹿児島には午前中に到着）が、本路線に甚大な打撃を与えた。
以下、運行休止時点（2016年9月30日まで）でのデータを記す。
- 運行頻度：1日1往復。座席指定制のため、あらかじめ乗車券を購入しなければならない。
- 所要時間：12時間23分（下り）・12時間26分（上り）

## 運行会社
- 近鉄バス
  - 担当営業所：八尾営業所

近鉄バスの鹿児島側の運行支援は鹿児島交通鹿児島支社が担当。

## 沿革

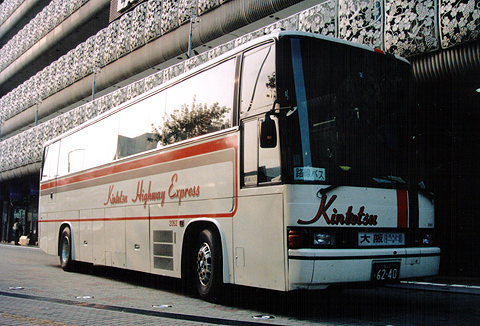
トロピカル号（近畿日本鉄道）
運行開始当時の車両

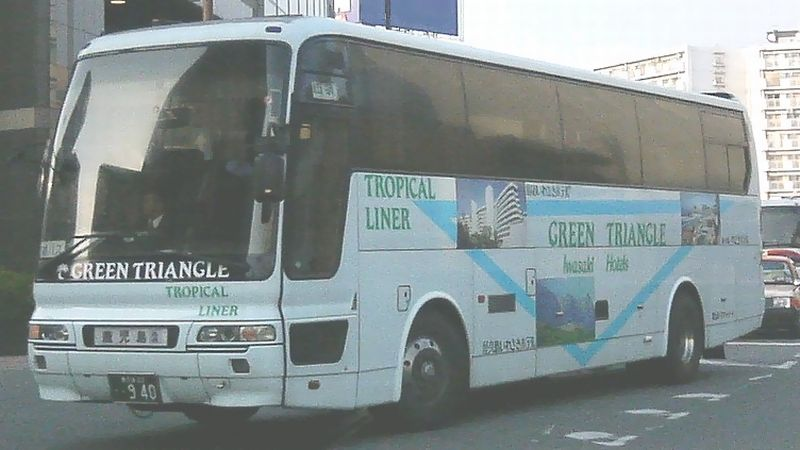
かつて共同運行していた南九州バスネットワークの同型式車両
（撮影時「桜島号」にて使用中）

- 1990年3月22日 - 近畿日本鉄道（現：近鉄バス）・鹿児島交通との2社共同運行において大阪 - 鹿児島線の運行開始。

運行開始当初、大阪市内の乗降場所は上本町バスセンターとあべの橋バスステーションであった。
- 1994年9月 - 従来ダブルトラックであった南海電気鉄道（現：南海バス）・林田産業交通（のちに林田バス→現：いわさきバスネットワーク）運行の「サザンクロス号」が当路線に統合され、これにより4社共同運行となり、大阪市内の運行経路が湊町バスターミナル[1] - 南海なんば高速バスターミナル - あべの橋 - 上本町バスセンターに変更となる。
- 1996年3月 - OCAT乗り入れ開始。
- 1997年 - 山陽自動車道全通に伴い、同道経由に変更。
- 1999年3月 - 南海バス・林田バス撤退。
- 2001年3月30日 - USJ乗り入れ開始。

大阪行きのみ。これに伴い上本町への停車を廃止。ただし、鹿児島行きに関しては上本町への停車を継続。
- 2004年4月 - 鹿児島交通の運行会社が南九州バスネットワークに移管。
- 2004年9月 - 大阪市内の停車箇所が見直され、新たに梅田（大阪駅前）に乗り入れ開始と共に、これまで停車していた南海なんば高速バスターミナル・USJ（大阪行き）・上本町バスセンター（鹿児島行き）への乗り入れを廃止。
- 2006年8月 - 南九州バスネットワーク撤退（会社解散）。近鉄バスの単独運行に。
- 2009年4月1日 - いづろ高速バスセンターの廃止により、終点を高速船ターミナルに移転（発券業務は2月1日より移転）。
- 2011年5月12日 - 三宮バスターミナル（神戸市）経由に変更。2010年11月末日で休止となったトワイライト神戸号の需要をカバー。
- 2012年1月10日 - 「天文館」と「鹿児島中央駅」の停車順序を、逆順に変更し、ダイヤも改正。これに伴い乗降場所も変更され、天文館では乗り場が「降り場」に、降り場が「乗り場」に変更、鹿児島中央駅では降り場が廃止され、「乗り場」が「乗降場所」に変更された[2][3]。
- 2014年5月15日 -運賃改定を実施。
- 2016年9月29日 - この日の大阪出発便（鹿児島出発便は翌30日）をもって運行休止[4]。

## 運行経路・停車停留所
太字は停車停留所。近畿地区内のみ及び鹿児島県内のみの利用は不可。2012年1月10日改正。
あべの橋〈JR天王寺駅〉 - 近鉄なんば駅西口〈OCAT〉 - 大阪駅前〈地下鉄東梅田駅〉 - 神戸三宮〈ミント神戸〉 - （阪神高速道路・神戸淡路鳴門自動車道・山陽自動車道・関門橋・九州自動車道） - 鹿児島空港南 - 鹿児島北IC - （国道3号・鹿児島市内方面） - 鹿児島中央駅 - 天文館 - 鹿児島本港〈高速船ターミナル〉
- 途中休憩は鹿児島行きが福石PA、大阪行きが宮原SAで行われる。これ以外に数か所のSAまたはPAに停車するが、乗務員交代と車両点検のみであり乗客は車外へは出られない。

## 使用車両・車内設備・サービス
使用車両
- 日野・ニューセレガ（27人乗りハイデッカー車）
  - 車両都合時ならびに2号車以降の続行便においては日野・セレガR28人乗りスーパーハイデッカー車

車内設備・サービス
- 3列独立シート
- トイレ
- 冷蔵庫に紙パック茶のサービスあり。
- コンセント
- プラズマクラスターエアコン
- 座席仕切カーテン

その他、続行車においては時として4列シートの観光タイプ車（トイレ無し）が使用されることもあった。